# Kurmuk
Kurmuk è una città del Sudan, nella parte sud-orientale del paese e vicino al confine con l'Etiopia. Kurmuk ha una popolazione musulmana con comunità cristiane. 
Venne occupata dalle truppe italiane dell'Africa Orientale Italiana nella fase iniziale della campagna d'Africa orientale.